# Апофатична теология
Апофатичната теология (или апофатичното богословие) е подход във философията на религията, който се стреми да познае Бога с помощта на отрицанието, тоест да каже какво Бог не е. Апофатични са например твърденията, че Бог е безтелесен (нематериален), безстрастен и др. под.
Пионери на апофатичното богословие са Климент Александрийски и Псевдо-Дионисий Ареопагит.
|  | Тази страница частично или изцяло представлява превод на страницата Apophatic theology в Уикипедия на английски. Оригиналният текст, както и този превод, са защитени от Лиценза „Криейтив Комънс – Признание – Споделяне на споделеното“, а за съдържание, създадено преди юни 2009 година – от Лиценза за свободна документация на ГНУ. Прегледайте историята на редакциите на оригиналната страница, както и на преводната страница, за да видите списъка на съавторите. ВАЖНО: Този шаблон се отнася единствено до авторските права върху съдържанието на статията. Добавянето му не отменя изискването да се посочват конкретни източници на твърденията, които да бъдат благонадеждни. |